# مردهک
مَردِهَک نام شهری است در جنوب استان کرمان و جنوب شرقی ایران. این شهر در شهرستان عنبرآباد قرار گرفته‌است. براساس سرشماری مرکز آمار ایران در سال ۱۳۸۵، جمعیت آن ۱۹۱۲ نفر (۴۰۷ خانوار)، براساس سرشماری مرکز آمار ایران در سال ۱۳۹۰، جمعیت آن ۲۹۰۴ نفر (۵۹۹ خانوار) و براساس سرشماری مرکز آمار ایران در سال ۱۳۹۵، جمعیت آن ۲،۸۷۰ نفر (۷۴۶ خانوار) بوده‌است.

## جبال‌بارز جنوبی
این شهر در مرکز راهبردی بخش جبالبارز جنوبی با 24/000 نفر جمعیت واقع شده و دهستان های ( حاجی‌آباد، سعد‌آباد، گرم‌، کوشکمور، تیغ‌سیاه، روداب، زاخت و.. ) با موقعیت خود، در بر گرفته.
این موقعیت سبب شده که در طول سالیان یکی از شهرهای مورد توجه برای نمایندگان ادوار مختلف مجلس باشد تا با جمعیت خود و ساکنین اغلب روستایی نشین، و کمبود امکانات، و نبود اطلاعات کافی در زمینه امور سیاسی، موقعیت خاصی فراهم آورده باشد. 

## موقعیت
با توجه به گستردگی این شهر و بخش، و پهناور بودن آن دارای پتانسیل های گسترده‌ای از نظر منابع معدنی میشباشد و تا کنون چندین معدن استخراج در ان تاسیس شده. همچنین با دارا بودن پیشینه‌ی کهن، میزبان برادری از امام هشتم، امام رضا است و اثار متعدد تاریخی که در گمنامی روز به روز بیشتر در معرض تخریب  هستند. آبشار وُروار نیز با ارتفاع بیش از ۱۷۴ متری که از آن بعنوان بلندترین آبشار کرمان، ایران و خاورمیانه یاد می‌شود، در مجاورت مردهک واقع شده‌است.

## زبان و گویش
مردم مردهک به زبان فارسی و با گویش رودباری و جبالبارزی صحبت می‌کنند. مردهک را از لحاظ زباني مي توان به سه نقطه ،جبالبارزی(جنوبی) ؛گویش رودباری و مرکزي تقسيم نمود. اين دو لهجه در ميان گويشوران به آساني از هم تميز داده مي شوند ، از لحاظ دستگاه فعل مانند فارسي ، بيشتر واژگان آنها با فارسي مشترک و يا تغيير آوياي در آنها صورت گرفته است و تعدادي از لغات رايج ميان آنها مختص همان نواحي مي باشد ، مخصوصا لغاتي که مربوط به سخنگويان تقريبا از اکثر مصادر مردهکی مانند قوانين فارسي رسمي فعل ساخته مي‌شود ، تفاوت عمده در نحوه ساخت فعل و آوردن ضمير ( شناسه ها ) به دنبال فعل مي‌باشد.

## سوغات و ره آورد سفر
در شهر مردهک نیز تعدادی از فراورده‌های صنایع دستی از جمله حصیر (نوعی بافت ریزانداز از برگ های درخت خرما) می‌تواند این شهر محسوب شود. اما از مهم‌ترین فراورده و سوغات مردهک با توجه به فراوانی باغات مرکبات در این منطقه انواع مرکبات است که به سراسر ایران صادر شده. پس از آن خرما، نهال مرکبات و با توجه به گستردگی مزارع زیر کشت، انواع صیفی‌جات و حبوبات نیز که کاشت آن در سالیان اخیر متداول گشته جزو سوغات این شهر به‌شمار می‌روند.

## کشاورزی
با توجه به حاصلخیر بودن خاک و منابع آب نسبتا خوب و عدم فراوانی یا دسترسی به سایر منابع، چرخه های اقتصادی این شهر در هم تنیدگی فراوانی با صنعت کشاورزی دارد. هر ساله سطح زیر کشت قابل توجهی به کاشت انواع محصولات از جمله ( خیار و خیار خاردار، توت فرنگی، فلفل، نهال مرکبات، صیفی‌جات، حبوبات و سایر..) اختصاص داده می‌شود.

## دامداری
شهر مردهک با دارا بودن منابع بکر و ارتفاعات دست نخورده، در زمینه پرورش دام نیز فعال است در در دشت های حاشیه شهر، هر روزه میتوان چوپانان و دامداران را رویت کرد  و البته این دامپروری بصورت سنتی انجام می‌گیرد.

## آب و هوا
شهر مردهک از نظر آب و هوا تقریبا دوفصل می‌باشد. آسمان این شهر در اکثر روز های سال آفتابی بوده و همچنین با توجه به موقعیت گرمسیری که دارد، تابستان های گرمی را تجربه میکند. از سالیان دور تا کنون بالاترین دمای ثبت شده برای این شهر در تابستان 48 درجه سانتیگراد بوده و پایینترین دما در زمستان -6 درجه سانتیگراد بوده است. متوسط بارندگی سالانه در منطقه حدود 6 سانتی متر می‌باشد.